# ASCA

ASCA (от англ. Advanced Satellite for Cosmology and Astrophysics — Усовершенствованный спутник для космологии и астрофизики; название до запуска ASTRO-D) четвёртая орбитальная рентгеновская обсерватория Японии, и вторая, в которую значительный вклад внесли США. Обсерватория создана проектной группой под руководством Минору Ода в Институте космических наук и астронавтики (ISAS) (яп. 宇宙科学研究所) совместно с НАСА. Обсерватория была запущена 20 февраля 1993 года японской ракетой-носителем M-3S-II. Через 8 лет работы после геомагнитного шторма контроль над спутником был утерян 14 июля 2000 года, после чего научные наблюдения более не проводились. Спутник вошёл в плотные слои атмосферы и разрушился 2 марта 2001 года.

## Инструменты
Обсерватория несла на себе 4 рентгеновских телескопа косого падения, в фокусе которых были расположены по два газовых пропорциональных счётчика-спектрометра (GIS) и твердотельных позиционно чувствительных спектрометра (SIS) .

### GIS
Два позиционно чувствительных газовых спектрометра (GIS) обсерватории были разработаны и произведены в университете Токио. Спектрометры были заполнены смесью ксенона (90 %) и гелия (10 %). Передняя стенка спектрометра была сделана из бериллия толщиной 10 микрон. Напряжение в газовых камерах — 8 кВ. Фотоумножители спектрометра были произведены инженерами компании Хамамацу Фотоникс (Hamamatsu Photonics).
Светочувствительная часть спектрометра имела размер 50 мм в диаметре. Рабочий диапазон спектрометра 0,7-10 кэВ, энергетическое разрешение 8 % на энергии 5,9 кэВ. Поле зрения круговое, диаметром 50 угл. минут.

### SIS
Разработка и производство твердотельных позиционно чувствительных спектрометров SIS — совместная работа инженеров Массачусетского технологического института (MIT, США), Института космических наук и аэронавтики (ISAS, Япония) и университета Осака. Основной спектрометра являлись 4 ПЗС-матрицы, размером 420х422 элемента. Рабочий диапазон энергий 0.4-10 кэВ, энергетическое разрешением 2 % на энергии 5.9 кэВ, поле зрения 22х22 угл минуты.

## Основные результаты
- Обнаружение широких эмиссионных линий в спектрах аккрецирующих чёрных дыр — указание на влияние на их профиль эффектов общей теории относительности[1]
- Измерение профилей температур в скоплениях галактик [2]
- Измерение обилия тяжёлых элементов в спектрах звёзд с активными коронами
- Обнаружение нетеплового излучения остатка вспышки сверхновой SN 1006 [3]
- Открытие флуоресцентных линий излучения нейтрального железа в области Галактического центра — дополнительного свидетельства прошлой активности сверхмассивной чёрной дыры в центре нашей Галактики [4]
- Измерение обилия тяжёлых элементов в галактиках и скоплениях галактик